# Rouessé-Vassé
Rouessé-Vassé est une commune française, située dans le département de la Sarthe en région Pays de la Loire, peuplée de 791 habitants.
La commune fait partie de la province historique du Maine.

## Géographie
Le territoire de Rouessé-Vassé est traversé par la Vègre. Son bourg est situé à 6,3 km de Sillé-le-Guillaume et à 39 km du Mans dans la chaîne des Coëvrons. La commune possède un col, le col de la Croix de la Mare (273 mètres d'altitude, 2,5 km d'ascension à 4,5 % de moyenne avec une pente plus accentuée en amont), sur la D 403 menant à Vimarcé.

### Voies de communication
Une gare en centre bourg permet de bénéficier du transport ferroviaire en TER vers Laval ou Le Mans.
La départementale qui traverse le bourg relie Sillé-le-Guillaume (Sarthe) à Évron (Mayenne).
| Vimarcé (Mayenne)                  | Sillé-le-Guillaume, Saint-Rémy-de-Sillé | Le Grez                   |
| Voutré (Mayenne)                   | Rouessé-Vassé                           | Sillé-le-Guillaume, Rouez |
| Torcé-Viviers-en-Charnie (Mayenne) | Parennes                                |                           |

### Climat
Pour des articles plus généraux, voir Climat des Pays de la Loire et Climat de la Sarthe.
En 2010, le climat de la commune est de type climat océanique altéré, selon une étude du CNRS s'appuyant sur une série de données couvrant la période 1971-2000. En 2020, Météo-France publie une typologie des climats de la France métropolitaine dans laquelle la commune est exposée à un climat océanique et est dans la région climatique  Moyenne vallée de la Loire, caractérisée par une bonne insolation (1 850 h/an) et un été peu pluvieux. 
Pour la période 1971-2000, la température annuelle moyenne est de 10,8 °C, avec une amplitude thermique annuelle de 14,2 °C. Le cumul annuel moyen de précipitations est de 778 mm, avec 12,6 jours de précipitations en janvier et 6,9 jours en juillet. Pour la période 1991-2020, la température moyenne annuelle observée sur la station météorologique installée sur la commune est de 11,7 °C et le cumul annuel moyen de précipitations est de 806,9 mm,. Pour l'avenir, les paramètres climatiques de la commune estimés pour 2050 selon différents scénarios d'émission de gaz à effet de serre sont consultables sur un site dédié publié par Météo-France en novembre 2022.
| Mois                                  | jan.          | fév.          | mars          | avril         | mai           | juin          | jui.          | août          | sep.          | oct.          | nov.          | déc.          | année     |
| ------------------------------------- | ------------- | ------------- | ------------- | ------------- | ------------- | ------------- | ------------- | ------------- | ------------- | ------------- | ------------- | ------------- | --------- |
| Température minimale moyenne (°C)     | 2,4           | 2,2           | 4,1           | 6,5           | 9,4           | 12,5          | 14,2          | 14,1          | 12,1          | 9,2           | 5,7           | 2,8           | 7,9       |
| Température moyenne (°C)              | 4,8           | 5,1           | 7,7           | 10,9          | 13,8          | 17,2          | 19,2          | 19            | 16,6          | 12,5          | 8,3           | 5,2           | 11,7      |
| Température maximale moyenne (°C)     | 7,1           | 8,1           | 11,3          | 15,4          | 18,2          | 21,9          | 24,3          | 23,9          | 21,1          | 15,8          | 10,8          | 7,6           | 15,5      |
| Record de froid (°C) date du record   | −8,1 07.01.09 | −9,8 08.02.12 | −7,5 01.03.05 | −2,7 04.04.19 | 1,9 01.05.18  | 4,6 01.06.15  | 7,6 10.07.04  | 8,3 31.08.04  | 5,8 16.09.17  | −1,3 24.10.03 | −4,5 30.11.10 | −7,5 19.12.09 | −9,8 2012 |
| Record de chaleur (°C) date du record | 13,8 09.01.07 | 18,5 27.02.19 | 22,3 30.03.21 | 26,9 21.04.18 | 29,5 27.05.05 | 36,7 29.06.19 | 39,2 25.07.19 | 38,2 10.08.03 | 33,3 14.09.20 | 27,9 09.10.23 | 19,3 01.11.15 | 15,7 30.12.22 | 39,2 2019 |
| Précipitations (mm)                   | 89,5          | 63,1          | 66,6          | 52            | 65,9          | 59,5          | 53,8          | 53,5          | 46,5          | 75,2          | 84,3          | 97            | 806,9     |

## Urbanisme

### Typologie
Au 1er janvier 2024, Rouessé-Vassé est catégorisée commune rurale à habitat dispersé, selon la nouvelle grille communale de densité à sept niveaux définie par l'Insee en 2022.
Elle est située hors unité urbaine. Par ailleurs la commune fait partie de l'aire d'attraction d'Évron, dont elle est une commune de la couronne,. Cette aire, qui regroupe 18 communes, est catégorisée dans les aires de moins de 50 000 habitants,.

### Occupation des sols
L'occupation des sols de la commune, telle qu'elle ressort de la base de données européenne d’occupation biophysique des sols Corine Land Cover (CLC), est marquée par l'importance des territoires agricoles (86 % en 2018), en diminution par rapport à 1990 (87,1 %). La répartition détaillée en 2018 est la suivante : 
prairies (56,1 %), terres arables (27,6 %), forêts (11,2 %), zones agricoles hétérogènes (2,3 %), zones urbanisées (1,4 %), mines, décharges et chantiers (1,4 %). L'évolution de l’occupation des sols de la commune et de ses infrastructures peut être observée sur les différentes représentations cartographiques du territoire : la carte de Cassini (XVIIIe siècle), la carte d'état-major (1820-1866) et les cartes ou photos aériennes de l'IGN pour la période actuelle (1950 à aujourd'hui).

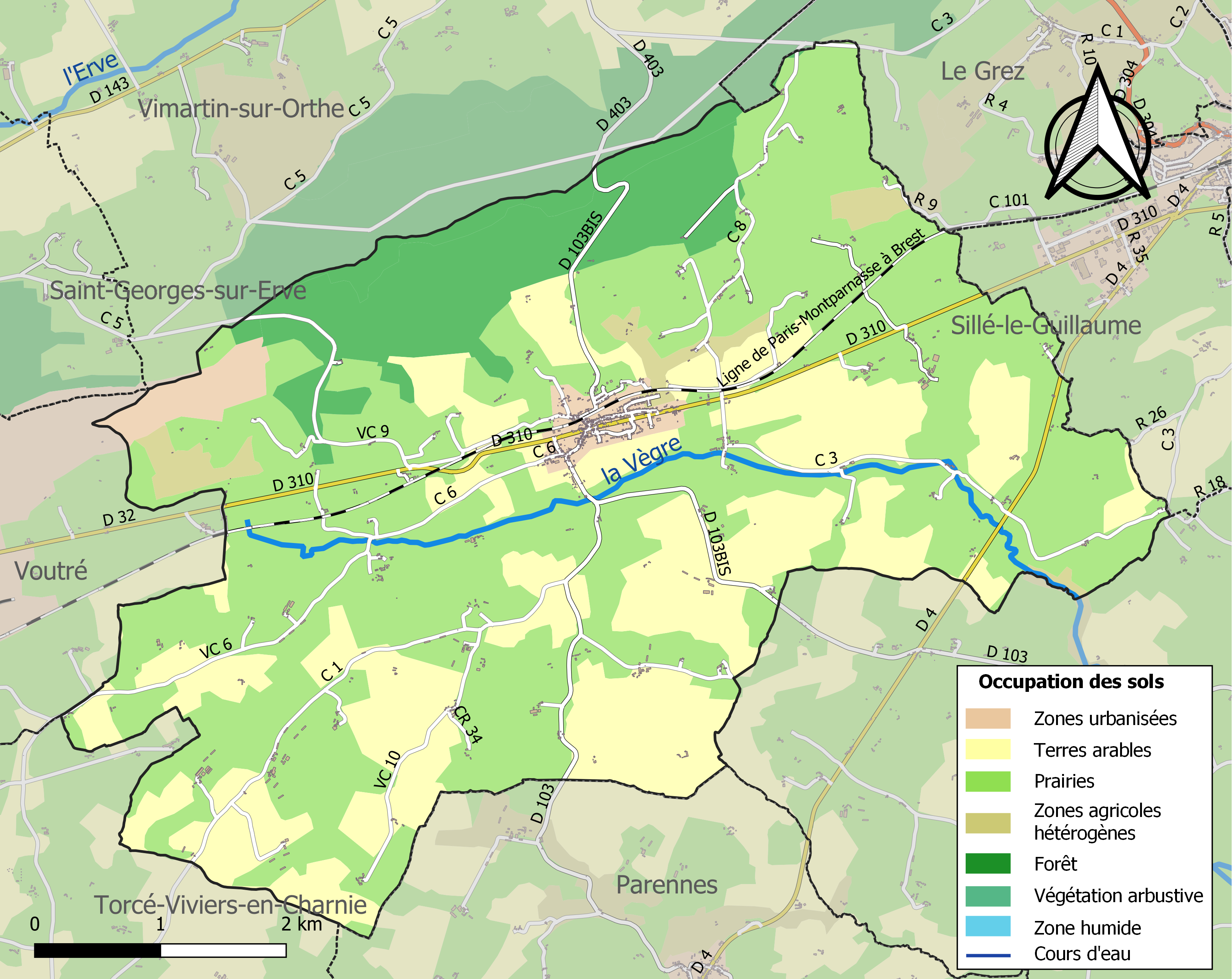
Carte des infrastructures et de l'occupation des sols de la commune en 2018 (CLC).

## Toponymie
Au XIIIe siècle, le nom du village était Rouessé, du nom d’homme romain Roscius ou Rossius, suivi du suffixe -acum qui marque l’appartenance, francisé ici en ‑é.
Le gentilé est Rouesséen.

## Histoire

La famille de Vassé portait d'or à 3 fasces d'azur.

## Politique et administration
| Période                                  | Période        | Identité       | Étiquette | Qualité                                                                       |
| ---------------------------------------- | -------------- | -------------- | --------- | ----------------------------------------------------------------------------- |
| 1971                                     | mars 2014      | Michel Quillet | PRG       | Instituteur, conseiller général du canton de Sillé-le-Guillaume (2008 → 2015) |
| mars 2014                                | septembre 2018 | Joël Barrier   | SE        | Agriculteur en production laitière                                            |
| décembre 2018                            | En cours       | Hugues Bombled | SE        | Instituteur spécialisé en pédopsychiatrie                                     |
| Les données manquantes sont à compléter. |                |                |           |                                                                               |

## Démographie
L'évolution du nombre d'habitants est connue à travers les recensements de la population effectués dans la commune depuis 1793. Pour les communes de moins de 10 000 habitants, une enquête de recensement portant sur toute la population est réalisée tous les cinq ans, les populations de référence des années intermédiaires étant quant à elles estimées par interpolation ou extrapolation. Pour la commune, le premier recensement exhaustif entrant dans le cadre du nouveau dispositif a été réalisé en 2004.
En 2022, la commune comptait 791 habitants, en évolution de −3,42 % par rapport à 2016 (Sarthe : −0,25 %, France hors Mayotte : +2,11 %).
| 1793  | 1800  | 1806  | 1821  | 1831  | 1836  | 1841  | 1846  | 1851  |
| ----- | ----- | ----- | ----- | ----- | ----- | ----- | ----- | ----- |
| 1 617 | 1 403 | 2 001 | 2 177 | 2 511 | 2 488 | 2 437 | 2 310 | 2 347 |

| 1856  | 1861  | 1866  | 1872  | 1876  | 1881  | 1886  | 1891  | 1896  |
| ----- | ----- | ----- | ----- | ----- | ----- | ----- | ----- | ----- |
| 2 434 | 2 426 | 2 292 | 2 118 | 2 008 | 1 878 | 1 812 | 1 758 | 1 554 |

| 1901  | 1906  | 1911  | 1921  | 1926  | 1931  | 1936  | 1946  | 1954  |
| ----- | ----- | ----- | ----- | ----- | ----- | ----- | ----- | ----- |
| 1 545 | 1 452 | 1 379 | 1 234 | 1 176 | 1 144 | 1 126 | 1 152 | 1 072 |

| 1962 | 1968 | 1975 | 1982 | 1990 | 1999 | 2004 | 2006 | 2009 |
| ---- | ---- | ---- | ---- | ---- | ---- | ---- | ---- | ---- |
| 991  | 822  | 717  | 737  | 748  | 739  | 758  | 784  | 797  |

| 2014 | 2019 | 2022 | - | - | - | - | - | - |
| ---- | ---- | ---- | - | - | - | - | - | - |
| 819  | 800  | 791  | - | - | - | - | - | - |

## Économie
On trouve dans la commune un salon de coiffure ainsi qu'un bar-tabac, maison de la presse et restaurant.
De nombreux artisans sont installés sur la commune ainsi que des entreprises.

## Lieux et monuments
- Chapelle de la Croix-Lamare.
- Château de Vassé. Construit en 1595, ce château privé appartient aujourd'hui à la famille De Gastines. C'est un ancien château fort.
- Colombier de Vassé.
- Église Saint-Béat.
- Four à chaux.

## Activité et manifestations
- La Fête de la forêt, qui avait lieu chaque 2e dimanche de juillet, n'existe plus.

De nombreuses associations dynamiques (sportives, culturelles) animent la vie de la commune

## Personnalités liées à la commune
- Jacques André, curé-doyen, guillotiné à l'âge de 50 ans, l'un des 14 martyrs de Laval ;
- Jean-Louis Fournier, homme politique, décédé à Rouessé-Vassé.